# 吳應寬
吳應寬，本名一松，浙江余姚人。清朝進士。

## 生平
吳應寬本名一松，為道光五年（1825年）乙酉拔貢，同年中舉人，道光二十七年（1847年）考中丁未科張之萬榜進士。以知縣任用。